# Аристово (Московская область)
Аристово — деревня в Московской области России. Входит в городской округ Красногорск.Население — 36 чел. (2010).

## География
Расположено в северо-восточной части округа, в 10 км от МКАД по Пятницкому шоссе, высота центра над уровнем моря 188 м. Ближайшие населённые пункты: Светлые Горы в 1 км восточнее, Сабурово в 1 км на юг и почти примыкающее с севера Юрлово. С Москвой Аристово связано автобусным сообщением.
В деревне 1 улица (Пятницкое шоссе), приписано 1 садовое товарищество.

## История
В 1994—2005 годах деревня входила в Марьинский сельский округ Красногорского района, а с 2005 до 2017 года включалась в состав Отрадненского сельского поселения Красногорского муниципального района.

## Население
| 2002 | 2006 | 2010 |
| ---- | ---- | ---- |
| 45   | →45  | ↘36  |